# (21802) Svoreň
(21802) Svoreň, désignation internationale (21802) Svoren, est un astéroïde de la ceinture principale.

## Description
(21802) Svoren est un astéroïde de la ceinture principale. Il fut découvert le 6 octobre 1999 à Modra par Leonard Kornoš et Juraj Tóth. Il présente une orbite caractérisée par un demi-grand axe de 2,59 UA, une excentricité de 0,02 et une inclinaison de 8,6° par rapport à l'écliptique.

## Compléments